# Korfbal League 2013/14
De Wereldtickets Korfbal League is de hoogste competitie in het Nederlandse zaalkorfbal. In de competitie zitten 10 korfbalverenigingen welke allemaal een thuis- en uitwedstrijd spelen tegen elkaar. Aan het einde van de competitie strijden de nummers 1 t/m 4 volgens het play-offsysteem om een plaats in de zaalfinale. Deze finale is dan de wedstrijd om het algemeen korfbalkampioenschap van Nederland. De ploeg die als laatst eindigt in de Wereldtickets Korfbal League degradeert direct naar de Hoofdklasse, de ploeg die als voorlaatst eindigt speelt een promotie/degradatieduel tegen een ploeg uit de Hoofdklasse.
Het Korfbal League seizoen 2013/14 is de 9e editie van de Korfbal League. In dit seizoen 1 nieuwkomer ; OVVO/De Kroon

## Teams
In dit seizoen zullen 10 teams deelnemen aan het hoofdtoernooi in de Korfbal League. Vervolgens zullen 4 teams strijden om een finale plek in Ahoy, in de play-offrondes. Daarnaast maken de nummers 1 en 2 van de Hoofdklasse A en B kans om volgend jaar in de Korfbal League te spelen.
| Club               | Plaats           | Coach                            |
| ------------------ | ---------------- | -------------------------------- |
| AKC Blauw-Wit      | Amsterdam        | Rini van der Laan                |
| LDODK/AH Gorredijk | Gorredijk        | Jan Sjoerd Pool                  |
| OVVO/De Kroon      | Maarssen         | Jennifer Tromp                   |
| Nic./Alfa-college  | Groningen        | Harold Jellema                   |
| Fortuna/MHIR       | Delft            | Ard Korporaal & Joost Preuninger |
| Dalto              | Driebergen       | Ron Steenbergen                  |
| KZ/Hiltex          | Koog aan de Zaan | Gerald Aukes                     |
| DVO/Accountor      | Bennekom         | Jacko Vermeer                    |
| PKC/Hagero         | Papendrecht      | Ben Crum                         |
| TOP/Justlease.nl   | Sassenheim       | Jan Niebeek                      |

## Seizoen
In de Korfbal League speelt elk team 18 wedstrijden, waarbij er thuis 9 worden gespeeld en 9 uitwedstrijden worden gespeeld.
De nummers 1, 2, 3 en nummer 4 zullen zich plaatsen voor de play-offs, voor een "best of 3". De winnaars tussen de teams zullen zich plaatsen voor de finale in Ziggo Dome, waar ook de A Junioren Finale wordt gespeeld. Echter degradeert de nummer 10 meteen naar de Hoofdklasse. De nummer 9 zal het opnemen tegen de verliezend finalist van de promotie playoffs.
| pos | club               | gs | w  | g | v  | pnt | dv  | dt  | dt   |
| --- | ------------------ | -- | -- | - | -- | --- | --- | --- | ---- |
| 1.  | TOP/Justlease.nl   | 18 | 16 | 2 | 0  | 34  | 473 | 369 | +104 |
| 2.  | PKC/Hagero         | 18 | 14 | 1 | 3  | 29  | 488 | 401 | +87  |
| 3.  | Fortuna/MHIR       | 18 | 12 | 1 | 5  | 25  | 387 | 365 | +22  |
| 4.  | Dalto/BNApp.nl     | 18 | 8  | 3 | 7  | 19  | 429 | 435 | -6   |
| 5.  | KZ/Hiltex          | 18 | 8  | 3 | 7  | 19  | 425 | 398 | +27  |
| 6.  | AKC Blauw-Wit      | 18 | 8  | 2 | 8  | 18  | 441 | 425 | +16  |
| 7.  | DVO/Accountor      | 18 | 8  | 1 | 9  | 17  | 434 | 435 | -1   |
| 8.  | LDODK/AH Gorredijk | 18 | 4  | 3 | 11 | 11  | 412 | 454 | -42  |
| 9.  | OVVO/De Kroon      | 18 | 2  | 2 | 14 | 6   | 339 | 427 | -88  |
| 10. | Nic./Alfa-College  | 18 | 1  | 0 | 17 | 2   | 355 | 479 | -119 |

## Play-offs en Finale
|  | Halve finale | Halve finale     | Halve finale | Halve finale | Halve finale |    |                  | Finale           | Finale           | Finale           | Finale           | Finale           |
|  |              |                  |              |              |              |    |                  |                  |                  |                  |                  |                  |
|  | 4            | Dalto/BNApp.nl   | 20           | 17           |              |    |                  |                  |                  |                  |                  |                  |
|  | 1            | TOP/Justlease.nl | 27           | 27           |              |    |                  |                  |                  |                  |                  |                  |
|  | 1            | TOP/Justlease.nl | 27           | 27           |              | 1  | TOP/Justlease.nl | 21               |                  |                  |                  |                  |
|  |              |                  |              |              |              | 1  | TOP/Justlease.nl | 21               |                  |                  |                  |                  |
|  |              | 2                | PKC/Hagero   | 20           |              |    |                  |                  |                  |                  |                  |                  |
|  | 3            | 2                | PKC/Hagero   | 20           | Fortuna/MHIR | 14 | 21               |                  |                  |                  |                  |                  |
|  | 3            |                  |              |              | Fortuna/MHIR | 14 | 21               |                  |                  |                  |                  |                  |
|  | 2            | PKC/Hagero       | 20           | 27           |              |    |                  | Bronzen medaille | Bronzen medaille | Bronzen medaille | Bronzen medaille | Bronzen medaille |
|  |              |                  |              |              |              |    | 4                | Dalto/BNApp.nl   | 26               |                  |                  |                  |
|  |              |                  |              |              |              |    |                  | 3                | Fortuna/MHIR     | 30               |                  |                  |

| Korfbal League Kampioen van Nederland 2014 |
| ------------------------------------------ |
| TOP/Justlease.nl Tweede Titel              |

## Promotie
Directe promotie naar de Korfbal League vindt plaats in de kampioenswedstrijd tussen de kampioen van Hoofdklasse A en B.
| Hoofdklasse Finale |                     |    |
|                    |                     |    |
| H1                 | KVS/Maritiem        | 24 |
| H2                 | KCC/Delta Logistiek | 23 |

KVS/Maritiem promoveert hierdoor direct naar de Korfbal League 2014/15

## Promotie/Degradatie
De nummer 9 van de Korfbal League speelt na de Hoofdklasse Finale een best-of-3 serie play-down tegen de verliezend Hoofdklasse finalist.
De winnaar van deze serie zal acteren in Korfbal League 2014/15
| Ontknoping |                     |    |    |    |
|            |                     |    |    |    |
| 9          | OVVO/De Kroon       | 20 | 18 | 21 |
| H2         | KCC/Delta Logistiek | 15 | 20 | 19 |

Hierdoor blijft OVVO/De Kroon actief in de Korfbal League en degradeert niet.

## Prijzen
Zoals elk jaar worden er de jaarlijkse korfbal prijzen verdeeld. In dit seizoen zijn dit de prijswinnaars:
| Award                    | Winnaar                       | Club          |
| ------------------------ | ----------------------------- | ------------- |
| Beste Speler             | Mick Snel                     | TOP           |
| Beste Speelster          | Marjolijn Kroon               | Koog Zaandijk |
| Beste coach              | Jan Niebeek & Leon Braunstahl | TOP           |
| ERIMA beste arbitrage    | Ronald Buis & Alphons Meijer  |               |
| Beste Speler onder 23    | Nick Pikaar                   | TOP           |
| Beste Speelster onder 23 | Jet Hendriks                  | TOP           |
| Doelpunt van het Jaar    | Frank Mostard                 | AKC Blauw-Wit |

## Topscoorders
| Categorie              | Winnaar        | Club          | Gescoord aantal goals |
| ---------------------- | -------------- | ------------- | --------------------- |
| Topscoorder mannelijk  | Jos Roseboom   | DVO/Accountor | 122                   |
| Topscoorder vrouwelijk | Cindy van Eijk | Fortuna       | 63                    |